# Francesco Rondinelli
Francesco Rondinelli est un gentilhomme et écrivain italien, né à Florence le 4 octobre 1589, et mort dans la même ville le 30 janvier 1665.

## Biographie
Né à Florence, en 1589, fut élevé d’abord chez les jésuites et alla plus tard à l’Université de Pise achever ses études. Le grand-duc Ferdinand II, qui l’affectionnait beaucoup, le nomma son bibliothécaire, après que l’auteur lui eut dédié la Relazione del contagio stato in Firenze negli anni 1630 e 1633 (Florence, 1634, in-4°, et réimprimée en 1714, in-4°). En y traçant le tableau des ravages faits par la peste dans ces deux années si funestes pour la Toscane, il nous instruit sur la nature et les symptômes du mal, et sur l’efficacité des remèdes dont on fit usage pour en arrêter les progrès.
Rondinelli était chargé de fournir des inscriptions, des devises, et même de donner le plan général des fêtes qui formaient alors la plus grande affaire de la cour de Toscane, dont l’ambition était de s’élever jusqu’à la magnificence des premiers Médicis ; un titre plus durable pour Rondinelli est d’avoir aidé Pierre de Cortone dans le choix des sujets pour les embellissements du Palais Pitti. Rondinelli a aussi composé, pour l’édition des Opuscules de Davanzati (Florence, 1638, in-4°) une Vie de ce savant, qui a été reproduite en tête de la traduction de Tacite, une Vie de Estêvão Rodrigues de Castro, professeur à l’Université de Pise, qu’on croit perdue ; un aperçu de celle de Guichardin, imprimé avec l’abrégé de son Histoire, fait par Manilio Plantedio, de l’édition de Florence, chez Massi et Landi, sans date, in-4°, et plusieurs manuscrits renfermant des notices historiques sur la ville de Florence, dans lesquelles le P. Giuseppe Richa a fouillé pour composer son grand ouvrage de la Storia delle chiese Fiorentine. Rondinelli mourut à Florence, en 1665. Il fut l’ami d’Adimari, de Chiabrera, de Fulvio Testi, de Dati, de Buonarroti le jeune.